# Cucina del Burgenland
La cucina del Burgenland  (in tedesco: Burgenländische Küche) raccoglie la tradizione culinaria e gastronomica dello stato federale omonimo, una zona già parte dell'Ungheria tedesco-occidentale che dal 1921 fa parte dell'Austria. A volte si riscontra anche il termine di cucina pannonica con riferimento alla più ampia pianura europea situata nella zona intorno all'Ungheria.

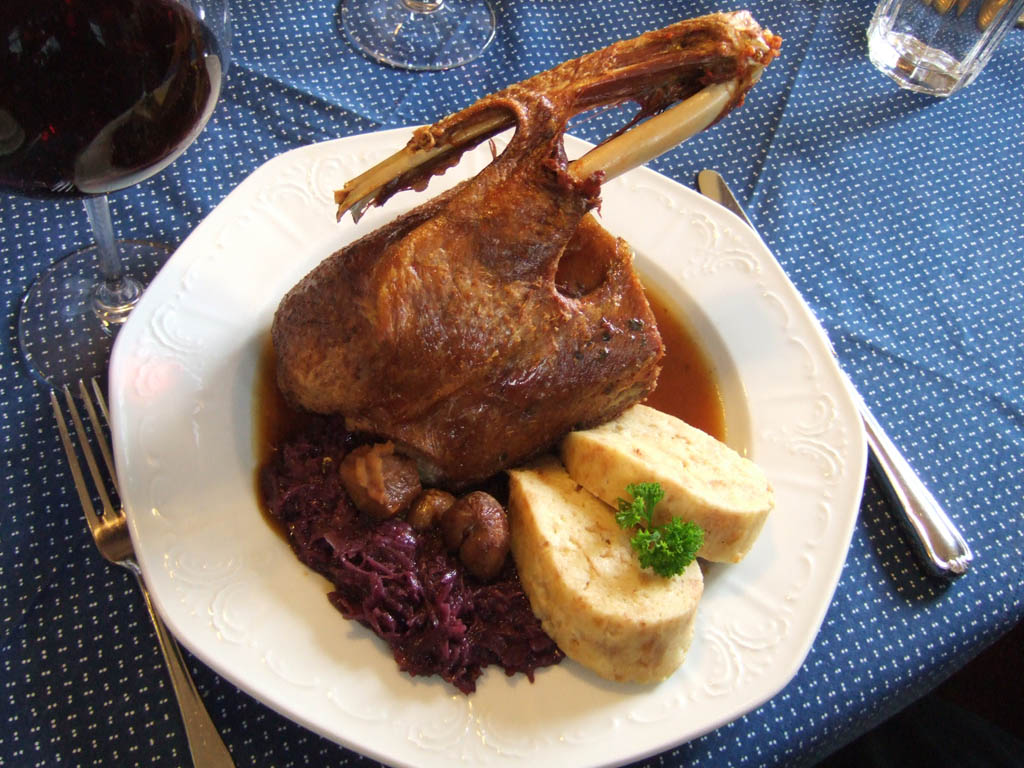
Martinigansl mit Rotkraut, Maroni und Serviettenknödel

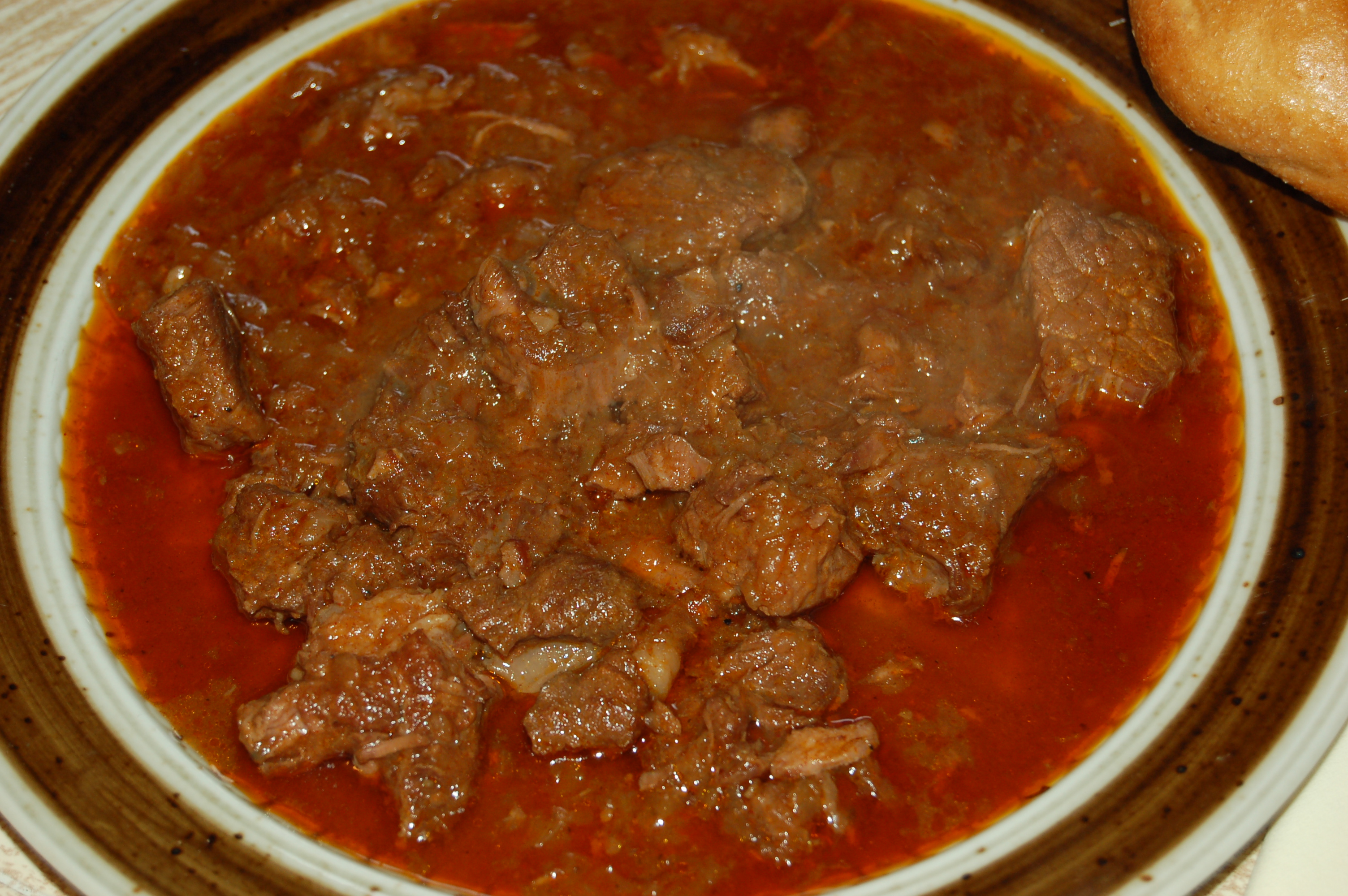
Gulasch

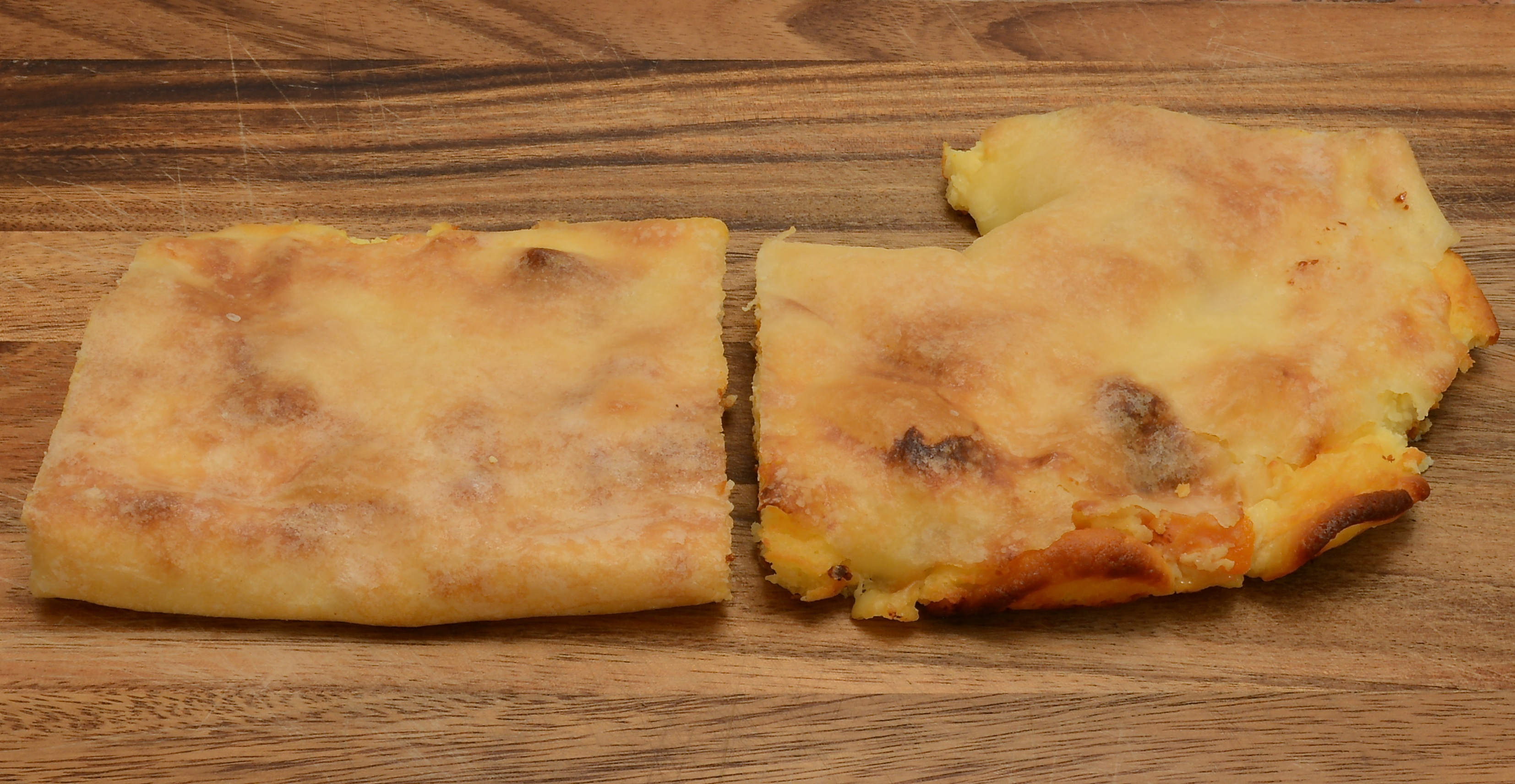
Burgenländischer Hausfrauenstrudel

## Storia
Originariamente nata come cucina regionale del Regno d'Ungheria, la cucina del Burgenland fu fortemente influenzata dalle cucine nazionali ungherese, croata, serba e slovacca, così come da quella degli Heanze, contadini tedeschi delle zone bavaresi e alemanne. Da questo deriverebbe probabilmente il soprannome di "Suppenschwaben" (letteralmente: "Svevi delle zuppe"), che in passato veniva affibbiato agli abitanti del Burgenland; ciò avveniva a causa della loro predilezione per cavoli, stufati e minestre di verdure, che costituivano i piatti tipici di tutti i pasti principali. Culturalmente la cucina è stata influenzata anche dalla tradizione viennese, che si riflette nelle variazioni dei piatti tipici delle vicine cucine regionali.

## Piatti tipici
Tra i piatti tipici della cucina del Burgenland figura lo Sterz, una sorta di polenta preparata con farina di frumento, strutto liquido e patate arrosto (Bettlersterz) o fagioli bolliti (Bohnensterz). Tra i piatti tradizionali figurano anche diversi tipi di strudel, zuppe e varianti di gulasch preparati con tanta cipolla, aglio e peperoni